# Калепино, Амброзио
Амброзио Калепино (итал. Ambrogio Calepino; 1435 (или 1436), Бергамо — 1511, Бергамо) — итальянский лексикограф.
Августинский монах, автор словаря латинского, итальянского и других языков (Реджио, 1502). С дополнениями Жана Пассера, La Cerda, Laurent Chifflet, Якопо Фаччолати этот многоязычный словарь долгое время считался лучшим в своём роде. В базельском издании (1590) было 11 языков, в том числе венгерский и польский. От имени Калепино происходит французское нарицательное имя calepin — собрание выписок и заметок. О значении, придававшемся труду его, свидетельствует французская поговорка: «consulter son calepin».